# Ithycyphus
Ithycyphus — рід змій родини Pseudoxyrhophiidae. Представники цього роду є ендеміками Мадагаскару.

## Види
Рід Ithycyphus нараховує 3 види:
- Ithycyphus blanci Domergue, 1988
- Ithycyphus goudoti (Schlegel, 1837)
- Ithycyphus miniatus (Schlegel, 1837)
- Ithycyphus oursi Domergue, 1986
- Ithycyphus perineti Domergue, 1986

## Етимологія
Наукова назва роду Ithycyphus походить від сполучення слів дав.-гр. ιθυς — прямий і κυφος — нахилений вперед, горбатий. 